# Castleton, Bắc Yorkshire
Castleton là một làng trên sông Esk, một phần của giáo xứ dân sự Danby ở hạt Bắc Yorkshire ở Anh. Nó nằm ở 15 dặm về phía đông nam Middlesbrough, North York Moor.. Đã từng có một lâu đài thời trung cổ trên đồi Castle.
Nó có ga tàu Castleton Moor. Castleton có một trường học địa phương, nhà thờ, nhà nguyện và hai nhà công cộng, cũng như một siêu thị Co-op nhỏ, hai cửa hàng làng, bưu điện, phòng trà, tiệm cắt tóc và một nhà vệ sinh công cộng. Castleton là một trung tâm dành cho đi bộ, xem chim, bắn súng và nhiều hoạt động khác. Người ta nói rằng Castleton được đặt tên sau khi một tòa lâu đài được xây dựng gần sông Esk. Castleton có một đội cricket mà chơi bên cạnh dòng sông.
Trong thời gian qua Castleton thực sự là thị xã  thị trường chính và công nghiệp phục vụ Thượng Eskdale. Có len hàng năm, hội chợ, phô mai và gia súc, thị trường pho mát và một nhà máy lụa.
Dịch vụ xe buýt qua Castleton hầu như không hoạt động trong mùa đông. Tuy nhiên, vào ngày chủ nhật và ngày nghỉ của ngân hàng vào mùa xuân và mùa thu, làng có hệ thống xe buýt Moorsbus.
ĐƯờng đi bộ Esk Valley Walk đi qua làng.